# Михеево (Череповецкий район)
Михеево — деревня в Череповецком районе Вологодской области.
Входит в состав Ягницкого сельского поселения, с точки зрения административно-территориального деления — в Большедворский сельсовет.
Расстояние по автодороге до районного центра Череповца — 119 км, до центра муниципального образования Ягницы — 9 км. Ближайшие населённые пункты — Козлово, Петряево, Искра.
По переписи 2002 года население — 35 человек (15 мужчин, 20 женщин). Преобладающая национальность — русские (97 %).